# クルベラ洞窟

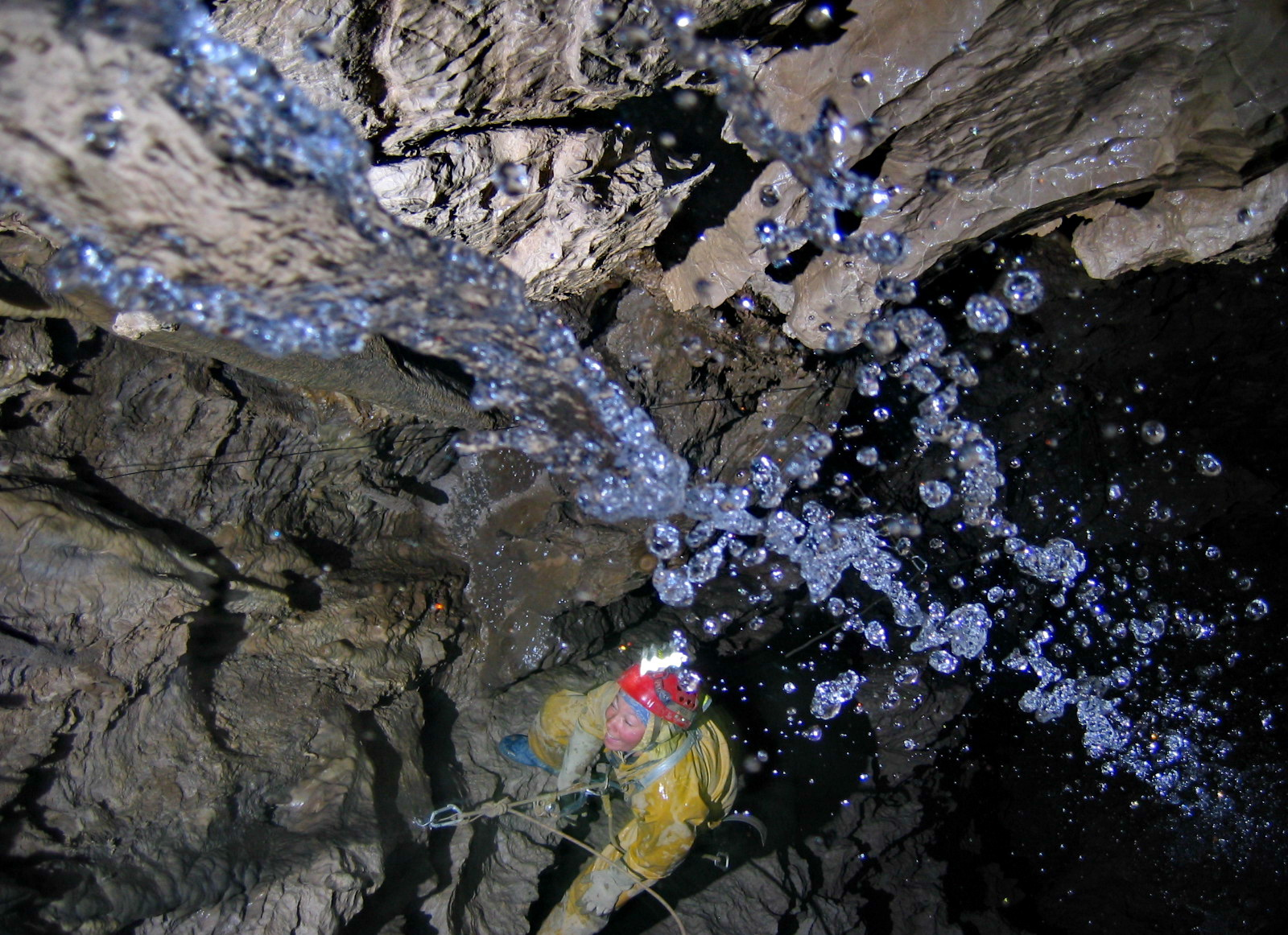
クルベラの地底湖、地下1,340m地点。ユーリ・カシアンの撮影 (2007年)

クルベラ洞窟（アブハズ語: Ӡоу Аҳаҧы, グルジア語: კრუბერის გამოქვაბული または კრუბერის ღრმული, ラテン文字転写: k'ruberis gamokvabuli または k'ruberis ghrmuli, ロシア語: Пеще́ра Кру́бера-Воро́нья; またVoronya洞窟、Voronja洞窟）は、ジョージアのコーカサス山脈の西部、アブハジアに位置する、地下2,000メートル以上に広がる洞窟。同地域にあるベロブキナ洞窟 (Veryovkina cave) に次いで世界第二の深さを誇る洞窟である。現在は深さ2,196mまで確認され、現在確認されている最深部まで到達するために、27日間を要すると言われている。
クルベラ洞窟のあるアブハジアは現在ジョージアからの分離を求めて事実上独立状態にある。

## 名前の由来と背景

クルベラ洞窟のアウトライン

「クルベラ」という名称は、1960年に入り口を探索した旧ソビエトの洞窟探検家のチームが、有名なロシアの地理学者 Alexaner Kruber にちなんで名付けた。「ボロニヤ (Voronya) 」という別称は、ロシア語で「カラス」を意味し、クルベラ洞窟の入り口部分に巣を作っているカラスが多かったため、1980年代にキエフの洞窟学者がそう呼んだことに由来する。

## 洞窟探査

### 初期の探検
20世紀初頭、アブハジアにフランスの洞窟学者エドゥアール＝アルフレッド・マルテルが訪れ、アラビカ山系に関するいくつかの記録を残した。1909–10年、クルベラ洞窟の名前の由来ともなったロシアのカルスト科学者であるアレクサンダー・クルーバーが、この地域のカルストの地質学的なフィールド研究を行った。

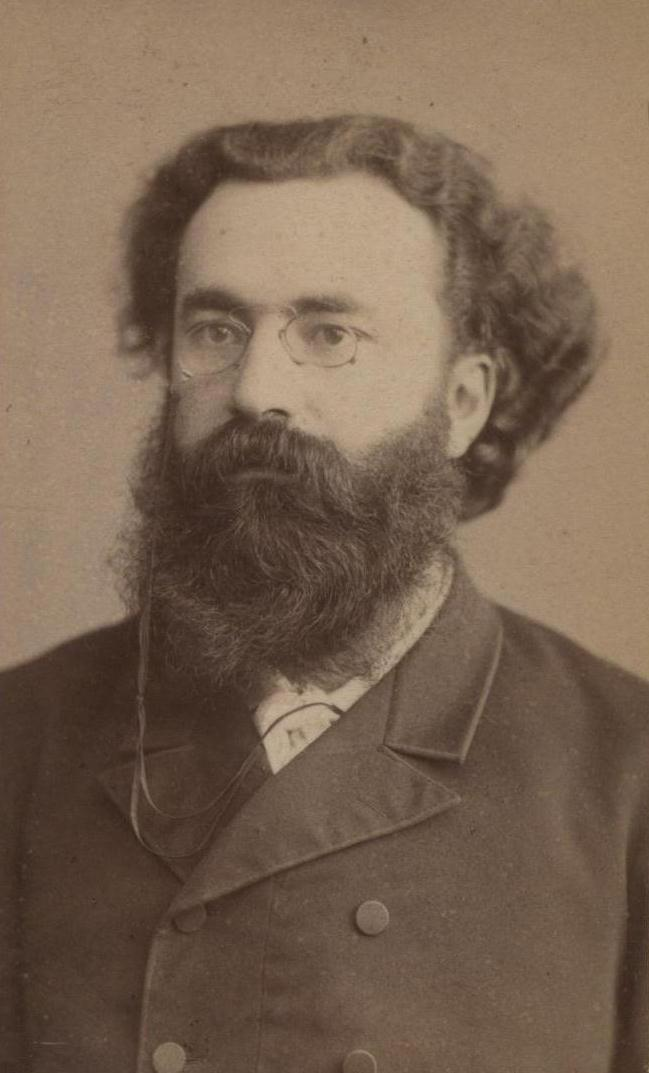
クルベラ洞窟の名の由来となったロシアの地質学者、アレクサンダー・クルーバー。

1960年代の初めに、レヴァン・マルアシュビリが率いるジョージアの地理学者は、山塊の高い部分にある洞窟の入り口部分から深さ90メートルを探索した。

### 1980-90年代
クルベラ洞窟の新しい探検時代は、1980年にアレクサンドル・クリムチュク率いるキエフ洞窟探検隊が洞窟探検を始めたときに始まった。彼らは、以前に探査を妨げていた部分を掘り開け、その後、周辺のさまざまな場所で他の調査チームが、1,000 mを超える5つの洞窟を含む多くの深い洞窟を発見した。
1992年から94年にかけてのアブハジア紛争は、その後数年間にわたって不安定な国境問題を引き起こし、このことでクルベラ洞窟の探検はほぼ中断された。1998年後半、政治的なある程度の安定化により、この地域での探査活動の再開が可能となった。
1999年、ユーリ・カシアン (Jurij Kasjan) 率いるウクライナ洞窟探検協会の遠征隊は、深さ220〜250 mの地点の後ろにある2つの枝を発見し、一方は−740mまで、また「ネクイビシェフスカヤ」は−500mまで探査されたことでクルベラ洞窟探検に大きな進展をもたらした。

### 2000年代
2001年1月、ユーリ・カシアン率いるウクライナ洞窟探検協会の探検隊はさらに洞窟を地下1,710 m（-5,610フィート）まで探査し、オーストリアのアルプスにあるランプレヒトソフェン洞窟の深さを超え、その時点で世界で最も深い洞窟となった。。
2012年8月、59名のチームが27日間かけてクルベラを探索。9か国の合同メンバーで地下に一連のキャンプを設営しながら探検を行った。ウクライナの洞窟ダイバー Gennady Samokhin が、地下2,197mの新しい世界の地底湖水深記録を達成した。

2018年、同じくアブハジアのベロブキナ洞窟が2,212mまで探索され、その深さにおいて世界第二の洞窟となった。

## 洞窟生物

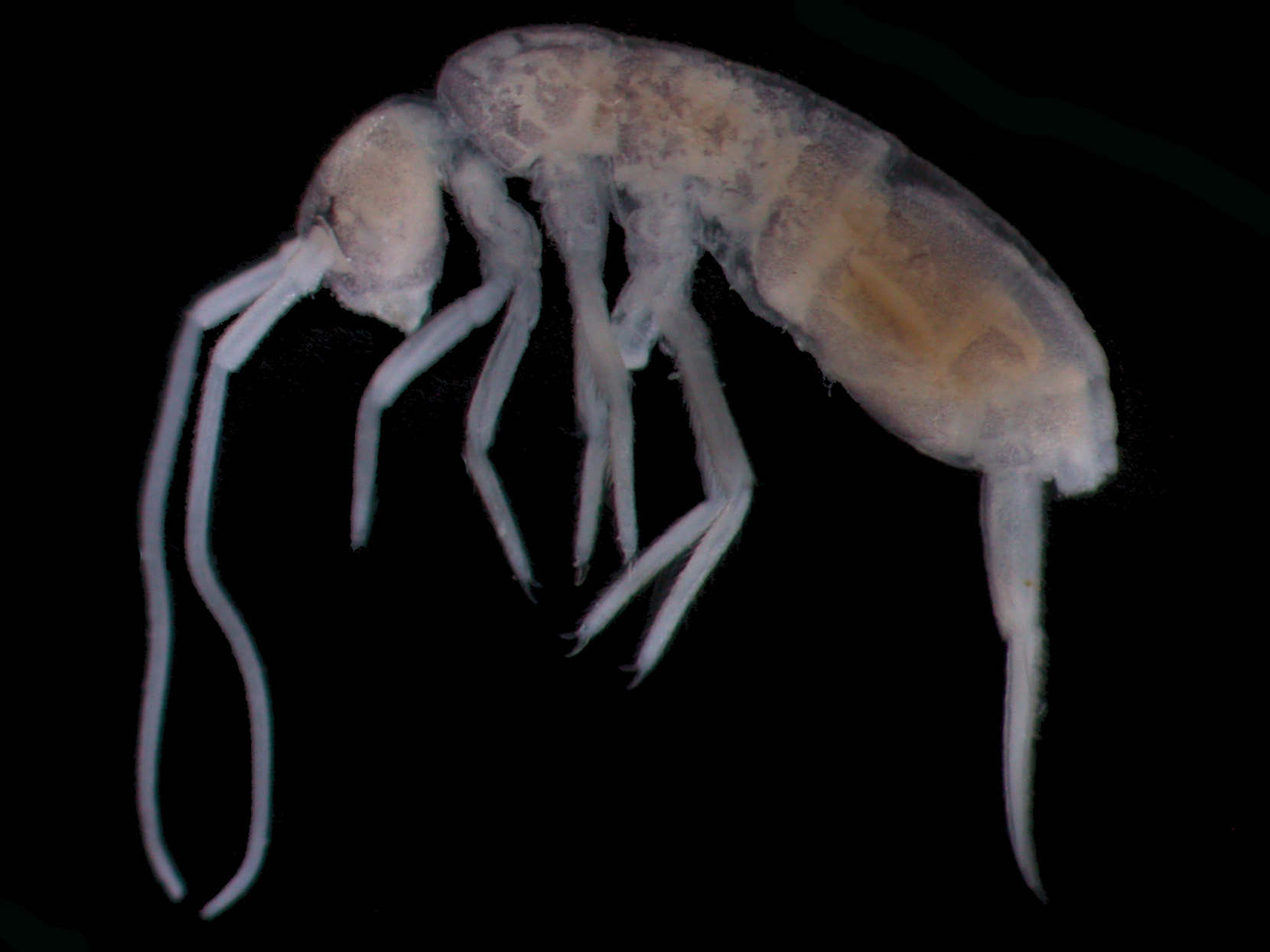
クルベラ洞窟で発見されたプルトムルス・オルトバラガネンシス

クルベラ・ヴォローニャの生物群集は、クモ、トビムシ、甲虫、双翅目など、12種以上の節足動物が確認されている。2010年の探検の際にはトビムシでデウテラフォラ・クルベラエンシスなど固有種が発見された。プルトムルス・オルトバラガネンシスは、1,980 メートルの地点に生息していることが確認された。

## アブハジアの洞窟群
2023年時点で踏破された世界で最も深いとされる洞窟の1番から4番までがすべてアブハジア共和国に所在する。
|   | 洞窟名                     | 深さ  | 長さ                  | 国名                | 地点                                   |
| 1 | ヴェロフキナ洞窟           | 2223m | 17.5 km (10.9 マイル) | アブハジア/グルジア | 北緯43度23分51秒 東経 40度21分34.9秒   |
| 2 | クルベラ・ヴォローニャ洞窟 | 2199m | 23.0 km (14.3 マイル) | アブハジア/グルジア | 北緯43度25分04.0秒 東経 40度18分35.4秒 |
| 3 | サルマ洞窟                 | 1830m | 19.2 km (11.9 マイル) | アブハジア/グルジア | 北緯43度24分56.2秒 東経 40度21分50秒   |
| 4 | スネジナヤ洞窟 [ ru ]      | 1760m | 40.8 km (25.4 マイル) | アブハジア/グルジア | 北緯43度15分53秒 東経 40度43分06秒     |

### ノート
1. ↑  アブハジアはアブハジア共和国とジョージアの間で領土問題となっている地域である。アブハジア共和国は1992年7月23日に一方的に独立を宣言したが、ジョージアは引き続き自国に主権のある領土であると主張し、ロシアによる占領地であるとしている。アブハジア共和国は国連加盟国193か国のうち7か国から独立国として国家承認を受けているが、うち1か国はその後承認を撤回している。

1. ↑  日本経済新聞社・日経BP社. “世界の地下、一番深い場所は？ 日本一は新潟県に｜エンタメ！｜NIKKEI STYLE”. NIKKEI STYLE. 2020年9月6日閲覧。
2. ↑  “地獄の新種ムカデ「ペルセフォネ」 ― 地下1,392mの洞窟で発見される（2015年7月21日）｜BIGLOBEニュース”. BIGLOBEニュース. 2020年9月6日閲覧。
3. ↑  Amanda, Paul (2018年8月8日). “10 years on: Russia's occupation of Georgian territory”. EU Observer (Brussels) 2018年8月9日閲覧。
4. 1 2  “Krubera Cave Article, Cave Exploration Information, Cave Expedition Facts -- National Geographic” (英語). Science (2009年12月2日). 2020年9月6日閲覧。
5. ↑  “The deepest cave in the world (Krubera Cave) became 6 m deeper”. www.speleogenesis.info. 2020年9月6日閲覧。